# Louis Dangeard
Louis Dangeard, né le 29 avril 1898 à Poitiers et mort le 15 avril 1987 à Paris 16e, est un géologue et océanographe français. Il est l'un des fondateurs de l'océanographie moderne,.

## Biographie
Originaire de Caen, la famille Dangeard s'installe à Poitiers en 1891 lorsque le père de Louis, Pierre Augustin Dangeard, devient professeur de sciences à l'université de Poitiers, puis en 1909 à Paris, après sa mutation à l'université de Paris. Il est le frère du botaniste Pierre Jean Louis Dangeard
Il étudie la géologie à l'université de Rennes et participe à plusieurs expéditions océanographiques du commandant Charcot sur le navire Pourquoi Pas ?, en compagnie de son frère. En 1928, il achève sa thèse consacrée aux fonds de la Manche.
En 1930, il devient professeur à l'université de Clermont-Ferrand. Trois ans plus tard, il rejoint l'université de Caen, où il succède à Alexandre Bigot. Il consacre ses activités scientifiques à la sédimentologie et à la pétrographie.
Il prend sa retraite en 1968.

## Publications
- La Normandie. Volume 7 de la série éditée par Albert-Félix de Lapparent Actualités Scientifiques et Industrielles 1140 Géologie Régionale de la France. Hermann & Cie, Paris, 1951.
- « Suez, Hurghada, Djibouti : Mission Louis Dangeard-Paul Budker dans la Mer Rouge et en Somalie française » : 7 décembre 1938 - 9 février 1939, par Louis Dangeard, Mémoires de la Société linnéenne de Normandie (d), Volume 1. 1941
- « Carte lithologique des mers de France », in Geologie der Meere und Binnengewässer. Berlin: Bornträger, 1937-44. Vol. 3, Pt. 2, pp. 129–142, 1939
- Observations de géologie sous-marine et d'océanographie relatives à la Manche. éd. Blondel La Rougery (d), Paris et Lyon. 1928